# Zhang Xinhua
Zhang Xinhua (chinesisch 张新华, Pinyin Zhāng Xīnhuá; * 18. Mai 1988 in Hebei, Tianjin) ist ein chinesischer Wasserspringer. Er startet im Kunstspringen vom 1-m- und 3-m-Brett sowie im 3-m-Synchronspringen.
Xinhua gewann bei den Weltmeisterschaften 2009 in Rom Silber im Kunstspringen vom 1-m-Brett. 2010 gewann er im 3-m-Synchronspringen zusammen mit Qin Kai zudem zwei Wettkämpfe des FINA-Diving Grand Prix, 2011 gelang ihm dies auch im Kunstspringen vom 3-m-Brett.
Xinhua ist Mitglied der Marine der Volksrepublik China.